# Гротон (Њујорк)
Гротон (енгл. Groton) град је у америчкој савезној држави Њујорк.

## Демографија
По попису из 2010. године број становника је 2.363, што је 107 (-4,3%) становника мање него 2000. године.
| Група             | 2000.         | 2010.         |
| Белци             | 2.395 (97,0%) | 2.225 (94,2%) |
| Афроамериканци    | 14 (0,6%)     | 38 (1,6%)     |
| Азијати           | 2 (0,1%)      | 18 (0,8%)     |
| Хиспаноамериканци | 9 (0,4%)      | 43 (1,8%)     |
| Укупно            | 2.470         | 2.363         |